# ルイーザ・マリア・テレーザ・ステュアート

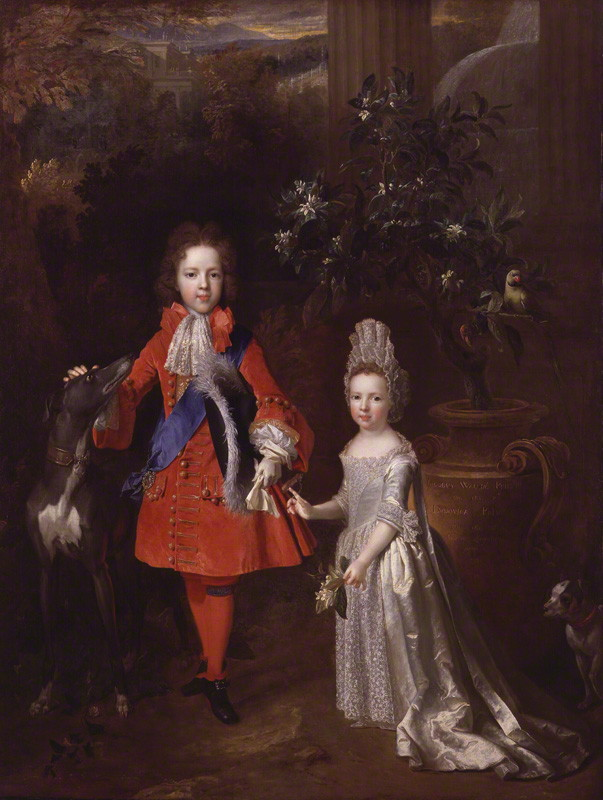
ルイーザと兄のジェームズ王子、ニコラ・ド・ラルジリエール画、1695年

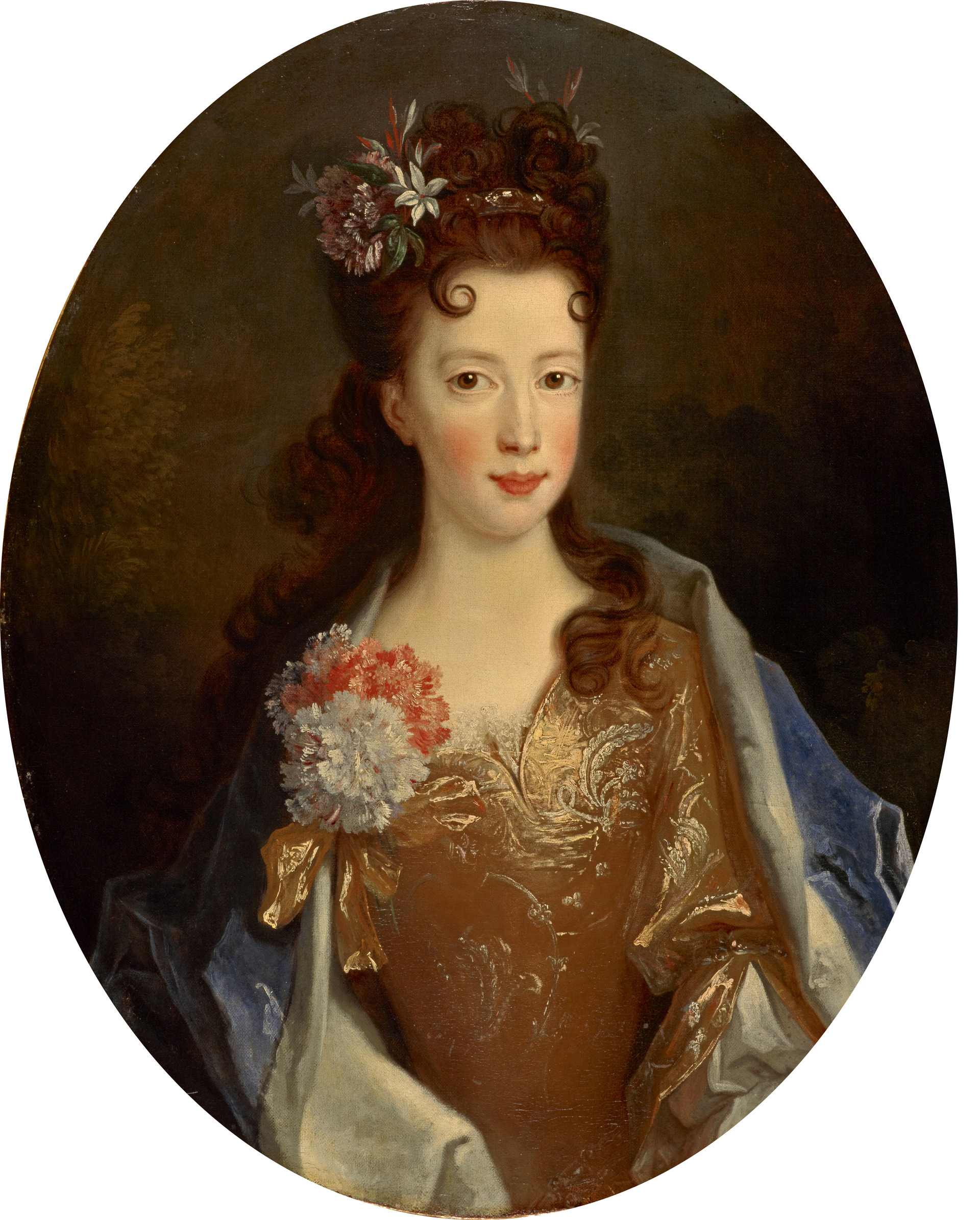
ルイーザ王女、アレクシ・シモン・ベル画、1704年

ルイーザ・マリア・テレーザ・ステュアート（Louisa Maria Teresa Stuart, 1692年6月28日 - 1712年4月18日）は、イングランド・スコットランド王家ステュアート家の廃位されたイングランド・スコットランド王ジェームズ2世（7世）の末娘で、ジャコバイト王位請求者ジェームズ・フランシス・エドワード・ステュアート（大僭称者）の同母妹。ジャコバイトにはプリンセス・ロイヤルとして扱われた。現在も活動するスコットランド人のジャコバイト支持派により「海の彼方の王女（Princess over the Water）」と呼ばれている。

## 出生
ジェームズ2世（7世）とその2番目の妻でモデナ公アルフォンソ4世の娘であるメアリー王妃の間の末娘として、両親の亡命先であるフランスのサン＝ジェルマン＝アン＝レー城で生まれた。ジェームズ2世はルイーザの誕生に際して、王位を簒奪した娘メアリー2世のみならず、多くのプロテスタント信徒の貴婦人に手紙を書き、末娘の誕生に立ち会うよう求めた。これは1688年、カトリック信徒のメアリー王妃が息子のジェームズ・フランシス・エドワードの誕生の際に、実際は死産したのに別の赤ん坊を真鍮製のあんかに入れてベッドの中に潜り込ませ、王子に仕立て上げたという疑いをかけられたこと（これが名誉革命の引き金となった）を踏まえ、今回は予防線を張ったのである。
ホイッグ史観の代表的な歴史家マコーリー卿は、ジェームズ2世のこの用心深さについて以下のように叙述している。

もし国王がこうした幾人かの証人を1688年6月10日の朝にセント・ジェームズ宮殿に招いていれば、ステュアート家は今でも我々の住むこのブリテン島を治めていたかもしれない。だが王冠とは取り戻すよりも確保する方が簡単なものである。たしかに、この言い掛かり同然の作り話が革命の勃発に大きな役割を果たした可能性はあるだろう。しかしこの作り話に対する最も道理の通った反論ですら、ジェームズ王の復位をもたらすことは無かった。ジェームズ王の招きに応じて海峡を渡った貴婦人は一人もいなかった。王妃は無事に女児を出産したものの、この出来事がイングランドの公衆の感情に何らかの影響を与えることは無かった 。

ルイーザの存命中の兄弟姉妹には同母兄のジェームズ王子の他に、グレートブリテン島に留まった2人の異母姉、メアリー2世とアン女王、父と共にフランスへ渡った異母兄ジェームズ・フィッツジェームズがいた。メアリー2世はルイーザが2歳の時に亡くなったが、アンは異母妹ルイーザに友好的な態度を示した。生まれた王女は洗礼に際してルイーザ・マリア（Louisa Maria）の名を授けられ、堅信礼に際してテレーザ（Teresa）の名を加えた。ルイーザとは王女の洗礼の代父を務めたフランス王ルイ14世に因むものだった。洗礼の代母はルイ14世の義妹であるオルレアン公フィリップ1世夫人エリザベート・シャルロットが務めた。
ジェームズ2世は末娘ルイーザを、苦境にある両親の辛さを和らげるために神が遣わした慰めだと見なし、成長したルイーザはしばしば慰めを意味する「ラ・コンソラトリス（La Consolatrice）」と呼ばれた。

## 成長
ルイーザは1701年に死去した父の後を継いで「大僭称者」となる4歳年上の同母兄息子ジェームズ（後の「ジェームズ老僭王」）と共に、両親の暮らすフランスで、ジャコバイトの亡命貴族やカトリック信徒たちに囲まれながら一緒に育てられた。ルイーザは教育係を務めるイングランド人のカトリック司祭コンスタブル師（Father Constable）から、ラテン語、歴史、宗教について教わった。王女のガヴァネスを務めたのは第2代ミドルトン伯爵チャールズ・ミドルトン（en）の妻ミドルトン伯爵夫人キャサリンだった。国王の側近の第4代パース伯爵ジェームズ・ドラモンドは、幼い王女の生まれ持った愛らしく、人に好かれる性格を褒めたたえた。
ジェームズ2世はルイーザが生まれたとき既に60歳を目前に控えていた。国王は1701年までに深刻な健康悪化に悩まされ、妻に付き添われてサン＝ジェルマン＝アン＝レーを出て治療に専念した。同年6月には国王は2人の子供の誕生日を祝うためサン＝ジェルマンに戻ったものの、その3カ月後の9月16日に脳出血により他界した。ジェームズ2世は会話が可能だった時期に子供たちと会ったとき、別れる際にルイーザに次のように話しかけた。

それでは御機嫌よう、わが子よ。若いうちに神様にしっかりお仕えするのだよ。そして貞節を女性にとっての最高の名誉と心得ておくのだ。私にとっても貞節の模範だったお前のお母様は、そうしたことで謂れのない中傷にあって深く悲しまれた。しかし「真実」の母である「時」が、いずれお母様の貞節の名誉を太陽のように燦々と輝かせると、私は信じているよ。

ジェームズ2世の没後、ルイ14世はジェームズ・フランシス・エドワードをイングランド・スコットランド王だと宣言し、スペイン、教皇庁、モデナ公国も彼の王位を認めた。ルイーザはガヴァネスのミドルトン伯爵夫人に付き添われて、兄と共にパリ郊外のパッシー（Passy）に移り、ローザン公爵アントナン・ノンパル・ド・コーモン（en）夫妻の世話を受けて暮らした。
ルイーザはダンスやオペラを好む陽気な少女に成長し、ヴェルサイユ宮廷の人気者になった。ルイーザにはルイ14世の孫のベリー公シャルル、スウェーデン王カール12世との縁談があったが、どちらも成立には至らなかった。ベリー公は亡命者の娘であるルイーザの不安定な立場を嫌い、カール12世の場合は宗派の違いのため破談となった。
ルイーザは自分の家族のためにジャコバイトたちが多大な犠牲を払って亡命生活を耐えていることに深く心を痛め、彼らの娘たちが教育を受けられるように資金援助を行った。王女自身はカトリック信徒だったものの、娘たちへの教育支援はカトリック、プロテスタント双方に何ら分け隔てなしに行われた。

## 死去
1712年4月、ルイーザは兄ジェームズ・フランシス・エドワードと共に天然痘に罹患した。ジェームズ・フランシス・エドワードの方は幸い回復したものの、ルイーザはそのまま亡くなり、父が葬られていたパリにあるベネディクト会系のイングランド教会に葬られた。
あるフランス人貴族は、王女の死についてユトレヒトに住む友人に次のように書き送っている。

今月18日、サン＝ジェルマンでイングランドのプリンセス・ロイヤルが天然痘のために亡くなったという、多くの人々が涙した残念な知らせをお伝えします。王女は病んだあの宮廷にあって最も輝かしい花形の1人であり、全欧州の賞賛の的でありました。どんな王女でもこれほど悼まれはしないでしょう。王女の死にはフランス全土が嘆息し、嗚咽し、涙を流しました。王女の堂々とした立ち居振る舞い、一挙手一投足が偉大であり、どのような事にも鷹揚さをもって、気取りや意地の悪さなど一切なく応じられました。父方と母方の双方から、連綿と続いてきた英傑たちの血統に連なる者として、王女自身も女傑の1人と言われました…

ダートマス伯爵は、ルイーザの死について以下のように書き残した。

女王陛下は妹君の死を伝えるフランス王直筆の手紙を私にお見せになった。手紙には、王女が同時代の姫君たちの中で誰よりも気高い人格をお持ちだったことが記されていた。リチャード・ヒル氏(Richard Hill of Hawkstone)は王女の死をゴドルフィン伯爵から聞くと…そのまますぐに私にこの知らせを伝え、そして王女の死はイングランドが経験した最も悲しい出来事だと言った。私は彼になぜそう思うのかと問うた。彼は、死んだのが王女の兄ならば喜んだのだが、と答えた。女王陛下は王女に使者を立ててゲオルク王子と結婚するよう説き伏せることも出来た。現に王女は存命中に何の政治的要求もしなかった。もし結婚が成立すれば王国中の全てのまともな臣民は大いに喜んだだろうし、これから起きるであろう全ての争いごとを終わらせることが出来ただろうに、と彼は続けた。

ルイ14世の後妻マントノン侯爵夫人は、ルイーザの死後のメアリー王妃の様子について、次のように記した。

私はイングランド王妃と2時間一緒に過ごす栄誉に浴した。王妃はまさに絶望の化身となっていた。亡き王女は母后にとって血を分けた我が子だっただけでなく、唯一の慰めでもあったのだ。

トマス・スティーヴン（Thomas Stephen）は『スコットランド教会史（The History of the Church of Scotland）』（1845年）の中で、ルイーザの死を次のように叙述した。

この年の4月12日、故ジェームズ王の末娘ルイーザ・マリア・テレーザ王女がサン＝ジェルマンで天然痘により没した。王女の死にイングランド人の多くが哀悼の意を示し、王女の兄の政治的要求を不愉快に思っているものですら亡き王女を偲んだ。王女は彼女を評する機会を得た人々からその非常に高潔な人格を讃えられ、その機智を公正に評価され、その高貴な血筋に劣らないだけの才能を持っていた。

パリにあった他の多くの教会と同様、ベネディクト派イングランド教会もまたフランス革命中に冒涜され破壊された。ジュール・ジャナン(Jules Janin)によれば、ルイーザと父ジェームズ2世の遺骸は1844年の時点ではパリ5区のヴァル＝ド＝グラース陸軍病院(Hôpital d'instruction des armées du Val-de-Grâce)に安置されていたという。